# Kerk van de Geboorte van Christus
De Kerk van de Geboorte van Christus in Peski (Russisch: Церковь Рождества Христова на Песках) was een Russisch-orthodox kerkgebouw in de historische wijk Peski van de Russische stad Sint-Petersburg. In 1934 werd de kerk gesloopt.

## Geschiedenis
De kerk werd in de jaren 1781-1789 gebouwd door de architect Pjotr E. Egorov (1731 - 1789) in de stijl van het classicisme. Het gebouw verving een houten kerk uit 1753 die te klein werd wegens de groeiende bevolking. De inwijding van de kerk vond plaats in 1798. De kerk werd in de loop van de 19e eeuw een centrum van liefdadigheid
In 1934 werd de kerk al binnen enkele maanden na de gedwongen sluiting door de anti-religieuze autoriteiten volledig verwoest. De laatste rector van de kerk, vader Grigori Serbarinov, werd gearresteerd en in 1938 geëxecuteerd. Op de plaats van het verloren gegane monument werd vervolgens een plein aangelegd. 

## Herbouw
In 2011 werd besloten tot de reconstructie van de kerk, waarvoor inmiddels alle goedkeuringen zijn verkregen. Op dit moment worden er op het omheinde terrein archeologische opgravingen verricht. Deze zullen naar verwachting in 2013 worden afgerond. Daarna zal worden begonnen met de herbouw van de Kerk van de Geboorte van Christus in Peski.
In 2018-2020 is de Kerk herbouwd.

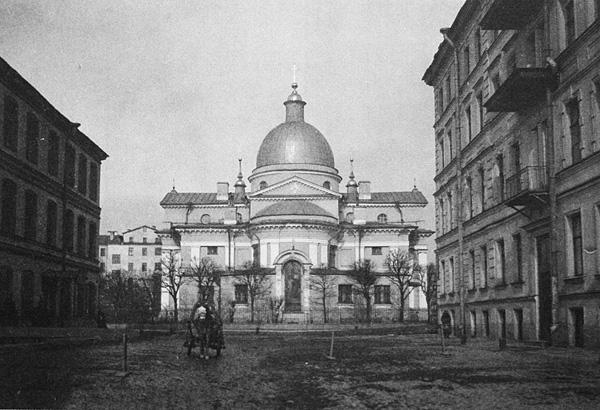
Foto circa 1900
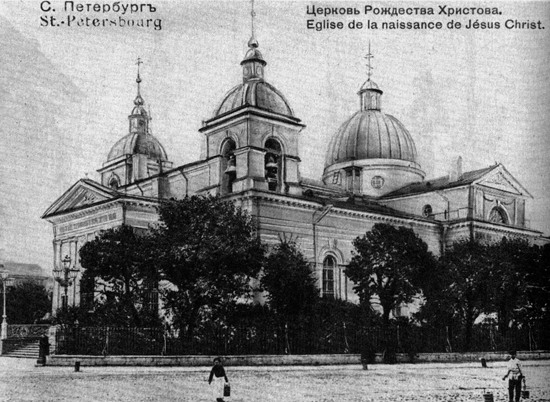
De kerk op een oude postkaart
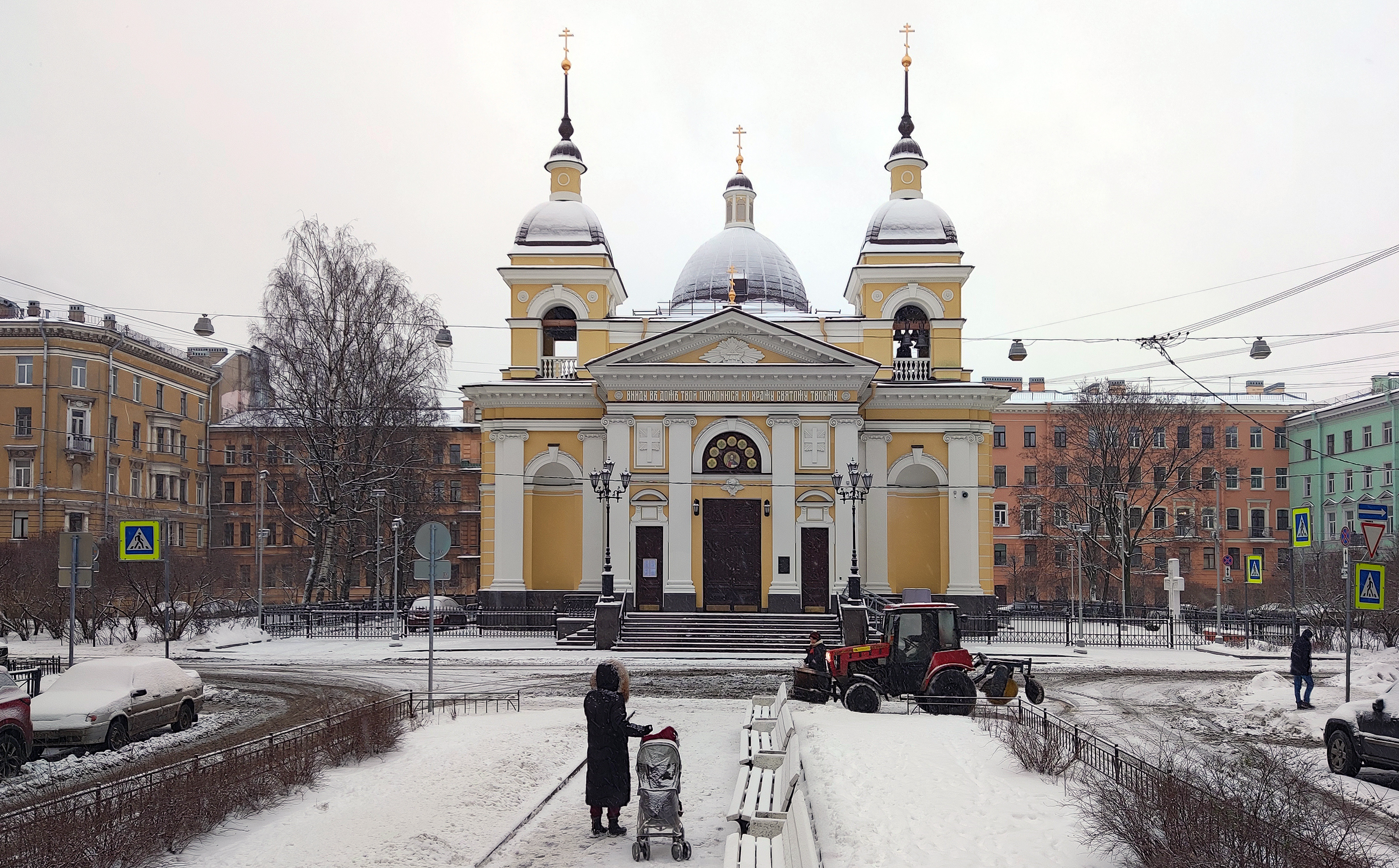
Foto 2022
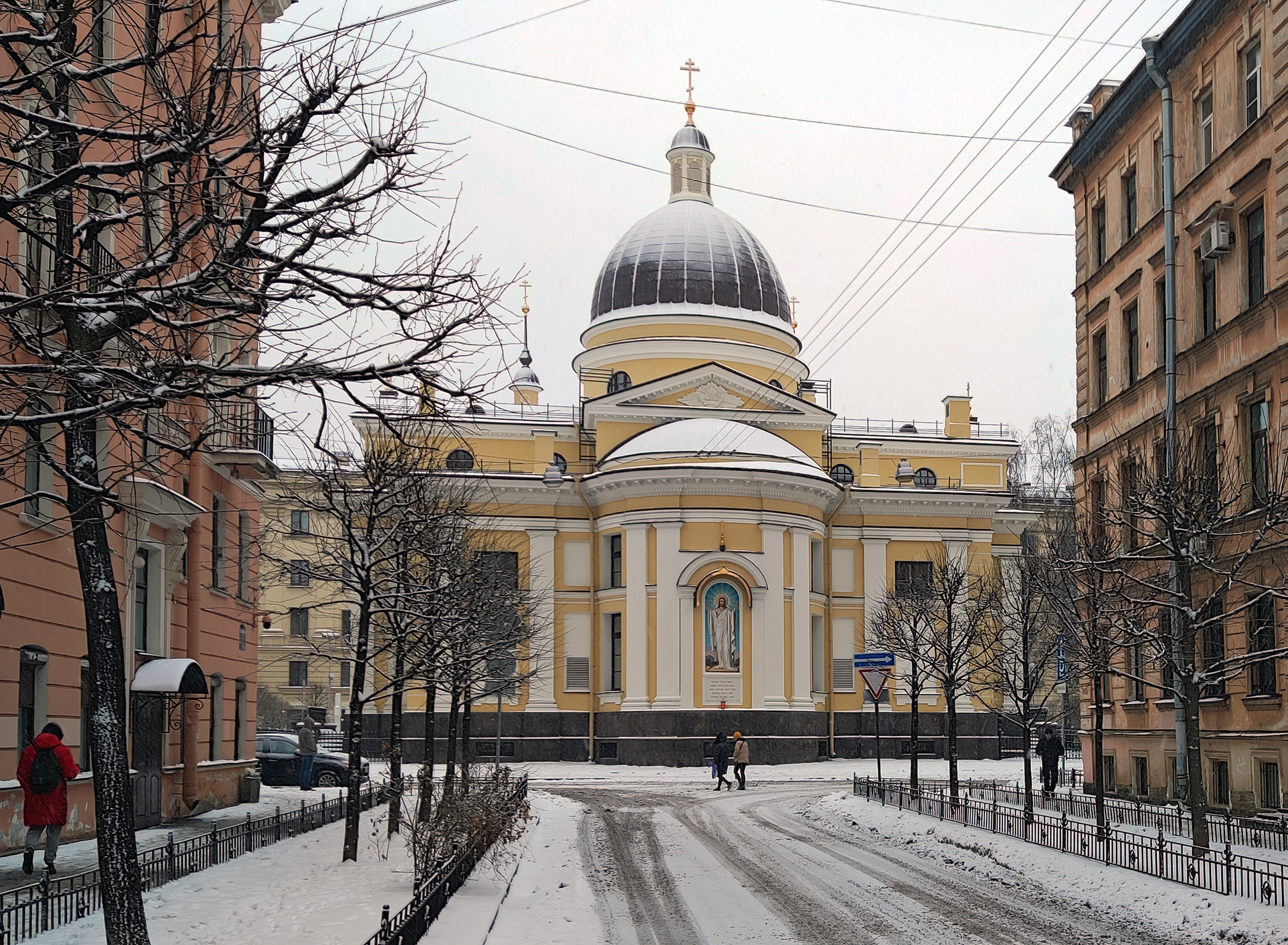
Foto 2022